# Ilja Dragunov
Ilja Rukober (* 10. Oktober 1993 in Moskau, Russland) ist ein deutsch-russischer Wrestler. Er steht aktuell bei World Wrestling Entertainment (WWE) unter Vertrag und tritt unter dem Ringnamen Ilja Dragunov regelmäßig in deren Show Raw auf. Seine bislang größten Erfolge sind der Erhalt der NXT UK Championship und NXT Championship. Aber auch im deutschsprachigen Raum gelang es ihm, einige Titel zu erringen. In der Wrestling Community ist Ilja besonders bekannt für sein Moveset und sein  „Selling“.

## Wrestling-Karriere

### Anfänge
Rukober zog in Kindesalter mit seinen Eltern von Russland nach Dresden und begann im Alter von 15 Jahren mit dem professionellen Training an der Dresdner Wrestlingschule von Axel Tischer. Am 21. April 2012 absolvierte er bei der German Wrestling Federation sein erstes Wrestlingmatch.
Seit März 2013 war er für Westside Xtreme Wrestling aktiv.

### World Wrestling Entertainment (seit 2019)
Im Januar 2019 wurde berichtet, dass Rukober einen Vertrag beim Marktführer WWE unterschrieben habe. Am 27. Februar 2019 gab WWE offiziell seine Unterzeichnung bekannt. In der Folge von NXT UK vom 15. Mai gab Dragunov sein Debüt und besiegte Jack Starz. Am 31. August reagierte Dragunov bei NXT UK TakeOver: Cardiff auf Cesaros Open Challenge, verlor jedoch das Match. Es folgte eine längere Fehde zwischen ihm und dem Stable Imperium (Walter, Alexander Wolfe, Marcel Barthel und Fabian Aichner). Als Nächstes kam es zu seiner Fehde mit Mark Coffey, die er letztlich gewinnen konnte.
Am 22. August 2021 besiegte er Walter bei NXT TakeOver: 36 in einem Match um die NXT UK Championship. Am 7. Juli 2022 musste er den Titel nach einer Regentschaft von 319 Tagen, aufgrund einer Verletzung abgeben. Am 30. September 2023 gewann er bei NXT No Mercy die NXT Championship, hierfür besiegte er Carmelo Hayes.
Am 30. April 2024 wurde er zu WWE RAW ins Mainroster gedraftet.

## Titel und Auszeichnungen
- World Wrestling Entertainment
  - NXT UK Championship (1×)
  - NXT Championship (1×)

- German Wrestling Federation/Next Step Wrestling
  - NSW Heavyweight Championship (1×)
  - NSW European Championship (1×)

- Eurowrestling-Company
  - EW-COM Ringmaster Tournament (2013)

- Westside Xtreme Wrestling
  - wXw Unified World Wrestling Championship (1×)
  - wXw Shotgun Championship (2×)
  - wXw World Tag Team Championship (3×) mit Robert Dreissker, Dirty Dragan & Julian Nero und Walter
  - wXw 16 Carat Gold Tournament (2017)
  - wXw Mitteldeutschlandcup (2013)

- Pro Wrestling Illustrated
  - Nummer 113 der Top 500 Wrestler in der PWI 500 im Jahr 2018
  - Nummer 133 der Top 500 Wrestler in der PWI 500 im Jahr 2019
  - Nummer 125 der Top 500 Wrestler in der PWI 500 im Jahr 2020